# Draft حامد میران
الگو:پیش‌نویس ارسال
حامد میرانی (زادهٔ ۹ اسفند ۱۳۷۴ در استان کرمان) خواننده، ترانه‌سرا و آهنگساز ایرانی است. او در سبک موسیقی پاپ فعالیت می‌کند و آثارش در رسانه‌های مختلف داخلی از جمله «انتخاب»، «ایلنا» و «رکنا» بازتاب داشته است.

## زندگی
حامد میرانی در ۹ اسفند ۱۳۷۴ در استان کرمان به دنیا آمد. او از کودکی یادگیری گیتار و پیانو را آغاز کرد.

## فعالیت هنری
میرانی از سال ۲۰۱۴ وارد عرصهٔ حرفه‌ای موسیقی شد. چند تک‌آهنگ و آلبوم کوتاه (EP) از او منتشر شده که در پلتفرم‌های دیجیتال مانند اپل میوزیک و اسپاتیفای در دسترس هستند.  
او در گفت‌وگوهای رسانه‌ای به نقش مثبت آموزش موسیقی در تقویت حافظه، بهبود کارکرد مغز و ایجاد تعادل روحی اشاره کرده است.

## سبک موسیقایی
میرانی عمدتاً در سبک پاپ فارسی فعالیت می‌کند. او در مصاحبه‌های خود توضیح داده‌است که موسیقی می‌تواند کارکرد مغز و تعادل عاطفی را بهبود بخشد.

## آثار

### تک‌آهنگ‌ها
- «دار و دفع» (۲۰۲۲)[۶]
- «هل‌هله» (۲۰۱۹)[۷]
- «تفنگ» (۲۰۱۷)[۸]
- «دلبر» (۲۰۲۲) – در ساوندکلاود[۹]
- «عشق و عاشقی» (۲۰۲۲) – در ساوندکلاود[۱۰]
- «پر پیرا» (۲۰۲۲) – در ساوندکلاود[۱۱]
- «سرکیفی عزیز» (۲۰۲۲) – در ساوندکلاود[۱۲]

### آلبوم‌های کوتاه (EP)
- Par Pari (۲۰۱۹)[۱۳]
- Maranjan (۲۰۱۸)[۱۴]
- Darya (۲۰۱۴) – شامل «سرکیفی» و «حالا حالا»[۱۵]